# Micfalău (gmina)
Micfalău – gmina w Rumunii, w okręgu Covasna. Obejmuje tylko jedną miejscowość Micfalău. W 2011 roku liczyła 1805 mieszkańców.